# زیهان
زیهان (به انگلیسی: Zeehan) یک شهرک در استرالیا است که در تاسمانی واقع شده‌است.